# Église Saint-Germain de Lavau
L'église de Lavau est une église située à Lavau, dans le département français de l'Yonne, en France.

## Historique
L'édifice est inscrit au titre des monuments historiques en 1926.